# Moisiej Alijewski
Moisiej Morduchowicz Alijewski (ros. Моисей Мордухович Алиевский, ur. 1888 w Pryłukach, zm. 6 czerwca 1955) – funkcjonariusz radzieckich służb specjalnych, major bezpieczeństwa państwowego.

## Życiorys
Urodzony w rodzinie żydowskiego piekarza, 1901 skończył szkołę żydowską, 1904-1908 i 1917-1918 członek partii Poalej Syjon, 1918-1919 członek Zjednoczonej Żydowskiej Partii Komunistycznej, a od września 1919 RKP(b). Od lutego 1920 funkcjonariusz Wydziału Specjalnego Czeki, od sierpnia 1920 pomocnik szefa oddziału operacyjnego Wydziału Specjalnego Czeki, od 1 stycznia do 1 sierpnia 1921 pomocnik szefa oddziału operacyjnego Wydziału Operacyjnego Czeki, od 1 sierpnia 1921 do 1 stycznia 1924 pomocnik szefa Wydziału Operacyjnego Czeki/GPU/OGPU RFSRR/ZSRR. Od 1 stycznia 1924 do 1 listopada 1925 zastępca szefa Wydziału Operacyjnego OGPU ZSRR, od 1 listopada 1925 do 4 lutego 1932 pomocnik szefa Wydziału Operacyjnego OGPU ZSRR, od 4 lutego 1932 do 10 lipca 1934 ponownie zastępca szefa Wydziału Operacyjnego OGPU ZSRR. Od 11 lipca 1934 p.o. szefa, a od 15 sierpnia 1934 do 5 listopada 1938 szef Wydziału Akt Stanu Cywilnego NKWD ZSRR, od 5 grudnia 1935 major bezpieczeństwa państwowego. Odznaczony Odznaką "Honorowy Funkcjonariusz Czeki/GPU (V)" i Odznaką "Honorowy Funkcjonariusz Czeki/GPU (XV)" (20 grudnia 1932).
5 listopada 1938 aresztowany, później skazany przez Kolegium Wojskowe Sądu Najwyższego ZSRR na 15 lat łagru, gdzie zmarł w czerwcu 1955. Postanowieniem Kolegium Wojskowego Sądu Najwyższego ZSRR z 12 listopada 1955 pośmiertnie zrehabilitowany.